# Église Saint-Rémy d'Olley
L'église Saint-Rémy est une église catholique située à Olley, en France.

## Localisation
L'église est située dans le département français de Meurthe-et-Moselle, sur la commune d'Olley.

## Historique
L'édifice est classé au titre des monuments historiques en 1875.